# Newyorksyty
NEWYORKSYTY – dziewiąty album zespołu Sexbomba wydany w 2005 przez wytwórnię Sonic.

## Lista utworów
1. "Intro" (muz. Dominik Dobrowolski) – 1:01
2. "Pocztówka z Londynu" (muz. i sł. Robert Szymański) – 2:24
3. "Prosta gra" (muz. Piotr Welcer, sł. Robert Szymański) – 3:18
4. "Wolność" (muz. i sł. Robert Szymański) – 2:48
5. "Nie zmieniaj się" (muz. Piotr Welcer, sł. Robert Szymański) – 1:52
6. "Ćma" (muz. Bogdan Nowak, sł. Robert Szymański) – 2:50
7. "Bujana Warszawa" (muz. Piotr Welcer, sł. Robert Szymański) – 2:09
8. "Absolutnie" (muz. Jerzy Derfel, sł. Wojciech Młynarski) – 2:29
9. "Bez emocji" (muz. i sł. Robert Szymański) – 3:10
10. "Polska traci czas" (muz. Bogdan Nowak, sł. Robert Szymański) – 3:37
11. "Bejsbolowy kij" (muz. Piotr Welcer, sł. Robert Szymański) – 2:26
12. "Newyorksyty" (muz. i sł. Robert Szymański) – 3:55

## Skład
- Robert Szymański – wokal
- Bogdan Nowak – gitara, chórki
- Piotr Welcel – gitara basowa, chórki, wokal ("Nie zmieniaj się")
- Dominik Dobrowolski – perkusja, chórki

Gościnnie
- Bogdan Kozieł – chórki
- Jarosław Kidawa – gitara

Realizacja
- Jarosław Kidawa – realizator dźwięku
- Robert Szymański – mastering